# HD 98618
HD 98618は、地球から126光年離れたところに位置する、太陽に最も良く似た恒星の1つで、ソーラーツインの候補である。ただし、別のソーラーツインであるさそり座18番星と同様に、HD 98618のリチウム量は太陽よりも顕著に高い ([Li/H] = +0.45±0.08) 。
2007年のMeléndezとRamírezは、太陽に対して観測誤差範囲内の違いしかないen:HIP 56948をソーラーツインとし、HD 98618を「準ソーラーツイン」としている。